# Nicoletta Orlandi
Nicoletta Orlandi (Avezzano, 31 gennaio 1961) è una magistrata italiana ed ex deputata del Partito Comunista Italiano.

## Biografia
Nata ad Avezzano (AQ), è stata impegnata sin da ragazza nell'organo collegiale della scuola e in politica. Già iscritta alla Federazione Giovanile Comunista Italiana, nel 1985 è stata nominata consigliere comunale con l'appoggio del Partito Comunista Italiano. È stata proclamata eletta alla Camera dei deputati il 25 giugno 1987 nella X legislatura della Repubblica Italiana. Membro dello stesso partito dal 9 luglio 1987 al 13 febbraio 1991 nel corso dei governi Goria e De Mita, ha aderito durante il governo Andreotti VI al nuovo Partito Democratico della Sinistra, fondato in seguito allo scioglimento del PCI, concludendo l'attività politica con il governo Andreotti VII il 22 aprile 1992. Ha fatto parte di vari organi parlamentari, come la II commissione giustizia, la commissione parlamentare d'inchiesta sulla condizione giovanile, il comitato parlamentare per i procedimenti di accusa e la commissione parlamentare d'inchiesta sul terrorismo in Italia e sulle cause della mancata individuazione dei responsabili delle stragi. Ha collaborato, tra gli altri deputati, con Tina Anselmi, già prima donna ministro della Repubblica Italiana e presidente della Commissione P2.
Laureata in giurisprudenza all'università di Pisa, durante il mandato parlamentare ha vinto il concorso per entrare in magistratura, iniziando la carriera presso il tribunale di Firenze nel 1992, al termine del lavoro parlamentare. Dopo aver ricoperto un incarico nel tribunale di Montepulciano (PI), ha proseguito l'attività di magistrato a Roma. Figlia di Lelio Tommaso Orlandi, ingegnere del genio civile di Avezzano, è rimasta legata alla propria città d'origine.